# Związek Kopalń Górnośląskich Robur
Związek Kopalń Górnośląskich Robur – przedsiębiorstwo hurtowej sprzedaży węgla, z siedzibą w Katowicach (od 27 sierpnia 1939 roku w Warszawie), które działało formalnie od 1921 do 17 lipca 1951 roku; największy hurtownik węgla w Polsce w dwudziestoleciu międzywojennym.

## Działalność w II Rzeczypospolitej
Spółka z ograniczoną odpowiedzialnością, utworzona w 1921 przez firmę Emanuel Friedländer Co., od 1928 spółka komandytowa należąca do Alfreda Faltera, M. A. Goldschmidt-Rotschilda i F. Oppenheimera. Na podstawie umów Robur posiadał wyłączność na sprzedaż na rynkach wewnętrznych i zagranicznych węgla wydobywanego w położonych na polskim Górnym Śląsku kopalniach, należących do przedsiębiorstw: Rybnickie Gwarectwo Węglowe, Gwarectwo Węglowe Charlotte, Dyrekcja Kopalń i Hut księcia Donnersmarcka ze Świętochłowic, Wschodniogórnośląskie Zakłady Przemysłowe Mikołaja hr. Ballestrema (od 1931 Rudzkie Gwarectwo Węglowe), Godulla S.A. z Chebzia, Gwarectwo Waterloo, Huta Pokój – Śląskie Zakłady Górniczo-Hutnicze S.A. i Wirek S.A. Przedsiębiorstwa te oddawały mu węgiel kamienny do sprzedaży komisowej na warunkach ustalonych przez konwencje węglowe (od 1925).
Firma była największym hurtownikiem węgla w Polsce: w 1926 r. sprzedała 6033 tys. ton węgla, co stanowiło blisko 1/3 całej produkcji polskich kopalń górnośląskich. Robur w 1927 zawarł z Ministerstwem Przemysłu i Handlu umowę w sprawie dzierżawy na 35 lat nabrzeża Gdyni, zobowiązując się do eksportu miesięcznie 125.000 ton węgla, zainstalowania 4 dźwigów portowych i zakupu 6 rudowęglowców o łącznej nośności 15 000 BRT. W 1928 Robur utworzył własną firmę przewozów morskich Polskarob (Polsko-Skandynawskie Towarzystwo Transportowe S.A.), która dysponowała siedmioma statkami o nazwie Robur (z liczbą kolejną); po załamaniu się handlu z Niemcami węgiel transportowano do Skandynawii. W 1932 udział Robura w zbycie krajowym węgla wynosił 26,2%, w eksporcie – 30,1%. W 1932 został współzałożycielem firmy Paliwo Sp. z o.o. w Katowicach, zajmującej się zbytem węgla we wschodnich rejonach Polski. Dyrektorami naczelnymi (zarządem) Robura jako spółki komandytowej byli od 1931: Stanisław Wachowiak i Jerzy Kramsztyk (komplementariusz spółki komandytowej).
27 sierpnia 1939 roku wspólnicy przenieśli siedzibę spółki do Warszawy. Przygotowywano jej przekształcenia, do których nie doszło z powodu wybuchu wojny 1 września 1939 r. Alfred Falter uciekł przed Niemcami do Anglii, dokąd udało mu się sprowadzić też swoje statki. W czasie wojny trzy z nich zatonęły, dwie pozostałe jednostki były eksploatowane do 1949 r.

## Działalność po II wojnie światowej
Ostatnie zgromadzenie wspólników Robura odbyło się 29 sierpnia 1946 r. w Londynie. Wzięli w nim udział A. Falter i St. Wachowiak (J. Kramsztyka zamordowali Niemcy w 1943 r.).
Po zakończeniu wojny, wobec nieobecności w kraju właścicieli, decyzją Prokuratorii Generalnej RP wyznaczono spółce kuratora, który przeniósł jej siedzibę z powrotem do Katowic. Tu też w 1950 r. sąd otworzył likwidację spółki, która ostatecznie 17 lipca 1951 r. została przejęta przez rząd polski. W 1960 r. córki Faltera, Aniela i Maria, na podstawie umowy odszkodowawczej, tzw. indemnizacyjnej, zawartej między rządami Polski i USA, otrzymały odszkodowanie za majątki ojca przejęte przez Państwo Polskie, w tym za samego Robura w wysokości blisko 697 tys. dolarów plus należne odsetki.
Z niewiadomych powodów likwidacja Robura nie została zakończona, a ponieważ umowy indemnizacyjne nie weszły do obiegu prawnego, brak zapisów w rejestrach sądowych, księgach wieczystych itp., mogących świadczyć o formalnym zakończeniu funkcjonowania spółki. To dało podstawę do podjęcia w 2006 r. próby przejęcia przez spadkobierczynię J. Kramsztyka niektórych dawnych elementów majątku spółki, w tym nieruchomości w centrum Warszawy.